# スワンプソング
スワンプソング (Swampsong) はフィンランドのメロディックデスメタルバンド、カルマ（カルマー）のアルバム。

## 収録曲
1. ヒーローズ・トゥ・アス - Heroes To Us
2. バーボッツ・リヴェンジ - Burbot's Revenge
3. クローンド・インサニティ - Cloned Insanity
4. ザ・サード、ザ・マジカル - The Third, The Magical
5. バード・オブ・イル・オーメン - Bird Of Ill Omen
6. ダウトフル・アバウト・イット・オール - Doubtful About It All
7. トルダー - Tordah
8. マン・ウィズ・ミステリー - Man With Mystery
9. ムーン・オブ・マイ・ナイツ - Moon Of My Night
10. スオデス - Suodeth （日本盤ボーナストラック）

## 参加ミュージシャン
- ペッカ・コッコ Pekka Kokko - ボーカル・ギター
- アンティ・コッコ Antti Kokko - ギター
- ティモ・レフティネン Timo Lehtinen - ベース
- パシ・ヒルトゥラ Pasi Hiltula - キーボード
- ヤンネ・クスミン Janne Kusmin - ドラムス